# Kostel Narození svatého Jana Křtitele (Svratka)
Původně raně gotický hřbitovní kostel Narození svatého Jana Křtitele pocházející z druhé poloviny  13. století se nalézá na hřbitově v městě Svratka v okrese Žďár nad Sázavou. Areál v jádru raně gotického neorientovaného kostela je spolu se hřbitovem obehnaném ohradní zdí a polozděnou zvonicí s bedněným zvonicovým patrem chráněn od roku 1958 jako nemovitá kulturní památka ČR.

## Historie
Kostel narození svatého Jana Křtitele pochází nejspíše z 2. poloviny či konce 13. století. První písemná zmínka o kostele pochází z roku 1350, kdy je uváděn jako farní kostel. Kostel vyhořel za husitských válek, poté byl obnoven.

## Popis

### Exteriér
Kostel byl původně postaven ve slohu románsko-gotickém či raně gotickém. Dřevěnou obdélnou loď doplňoval plochý závěr orientovaný na východ. Presbyterium bylo již žebrově zaklenuté. Žebra jediného pole klenby se sbíhala ze 4 rohů doprostřed stropu na okrouhlý závěrečný kámen zvaný svorník. Pozůstatkem presbyteria jsou dosud dochovaná dvě půlkruhová okna v jižní stěně kostela. Obdélná sakristie byla připojena k presbyteriu z východu.  
Roku 1788 došlo k zboření staré dřevěné lodi chrámu, byla postavena loď nová i s novým obdélným presbyteriem, které je v současnosti orientované na západ. Nynější kostel má oproti původní stavbě zcela opačné směřování na ose přibližně východ – západ. Vchod do chrámu, který se nacházel v jižní zdi kostela, byl zazděn, předsíň s novým vchodem vznikla z původní sakristie. Původní presbyterium bylo v místě dnešního kůru, který je přístupný točitým schodištěm přistavěným ze severu v roce 1789. Během této přestavby byla vybudována nová sakristie, jež je připojena ke kostelu z jihu.

### Interiér
Dominantou interiéru je v presbyteriu umístěný velký oltář, který měl vytvořit Jan Vorlíček z Jablonného. Obraz Jana Křtitele namaloval mistr Novotný z Vysokého Mýta. 
O prvních varhanech jsou zprávy již z roku 1787. Další varhany, které se začaly používat v roce 1832, vytvořil svratecký učitel Jan Strmiště. Při opětovné výměně varhan v roce 1955 byly ty staré přestěhovány do kostela Panny Marie Pomocnice křesťanů na Křižánkách.

### Zvonice
Do areálu kostela s přilehlým hřbitovem se vchází skrze čtyřhrannou kamennou zvonici s roubeným zvonovým patrem. Tato zvonice mohla převzít funkci věže a také sloužit jako fortifikační prvek – chránit vchod na hřbitov. 
Podle některých údajů je masivní zvonice stará jako kostel, podle jiných pochází z doby kolem roku 1600. Zvonové patro bylo obnoveno v roce 1790, prostor přízemí byl do roku 1947 využíván i jako márnice. 
V dřevěné části visí zvon Maria, který pochází z roku 1480. V roce 1972 byly zavěšeny další dva zvony – Jan a Václav. Před první světovou válkou zde bývaly tyto zvony: první z roku 1561, druhý zvaný „poledník“ z roku 1872, třetí „umíráček“ z roku 1806 a čtvrtý na kostelní věži z roku 1862. Při rekvizici v roce 1917 byly tyto zvony odňaty a ponechána jen nejstarší Maria. Ani později zakoupené zvony z let 1919 a 1925 však nezůstaly dlouho: 3. dubna 1942 je sňali a odvezli Němci.
Na zvonu z roku 1561 byl tento nápis:
TENTO  ZWON S. GEST  DIELAN k
CHWALE  K WOLANI * SLOWA  BOZIHO
ADAM  W MEZRIC.
1561.
Zvon Maria má jednořádkový nápis s datem vytvoření a jménem zvonaře a pod ním se nacházejí tyto reliéfy 1. Zvěstování Panny Marie, 2. Veraikon držený dvěma anděly, 3. Pieta: Panna Marie s Kristovým tělem na klíně.

## Galerie

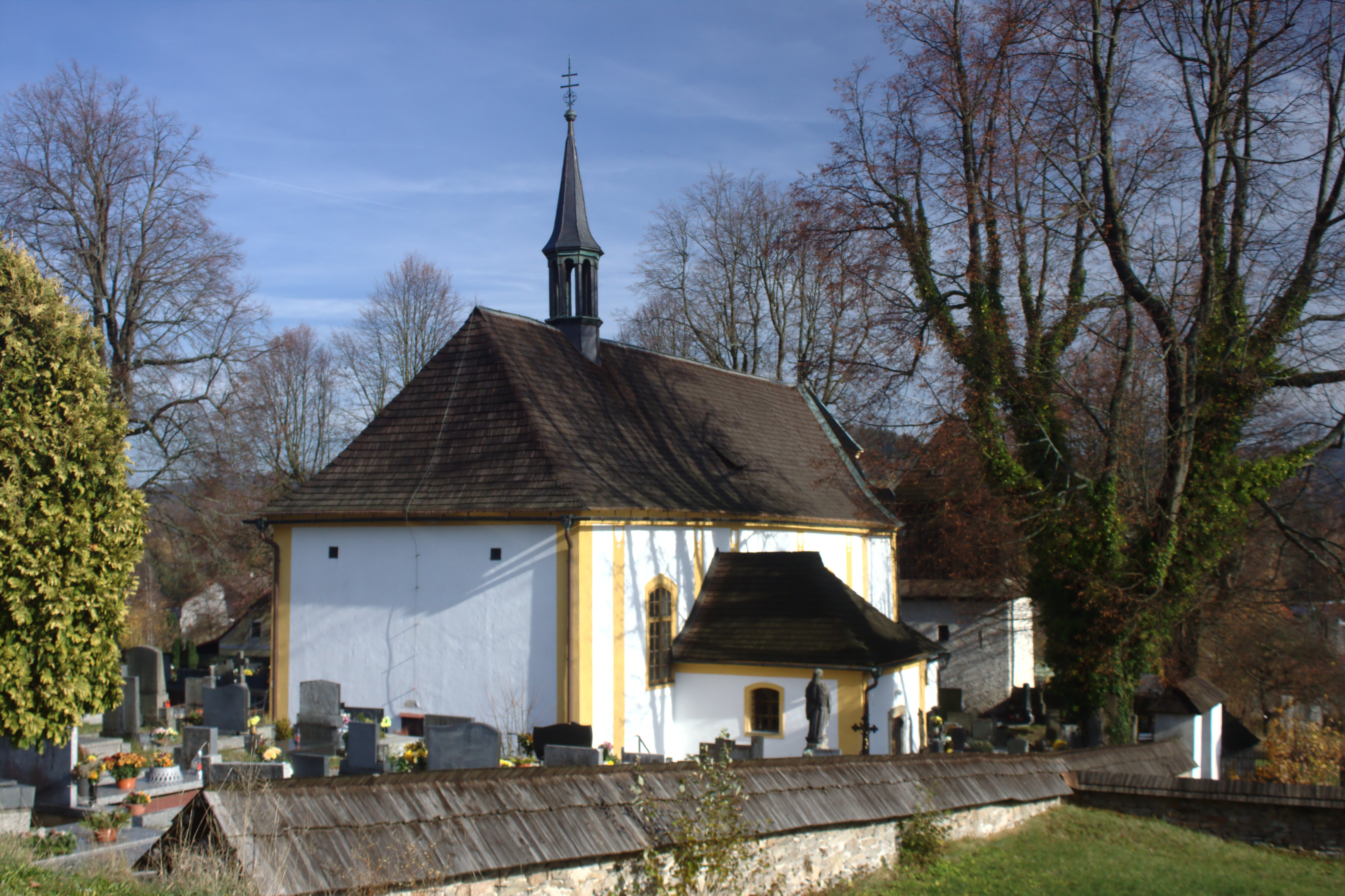
kostel svatého Jana Křtitele ve Svratce - sakristie
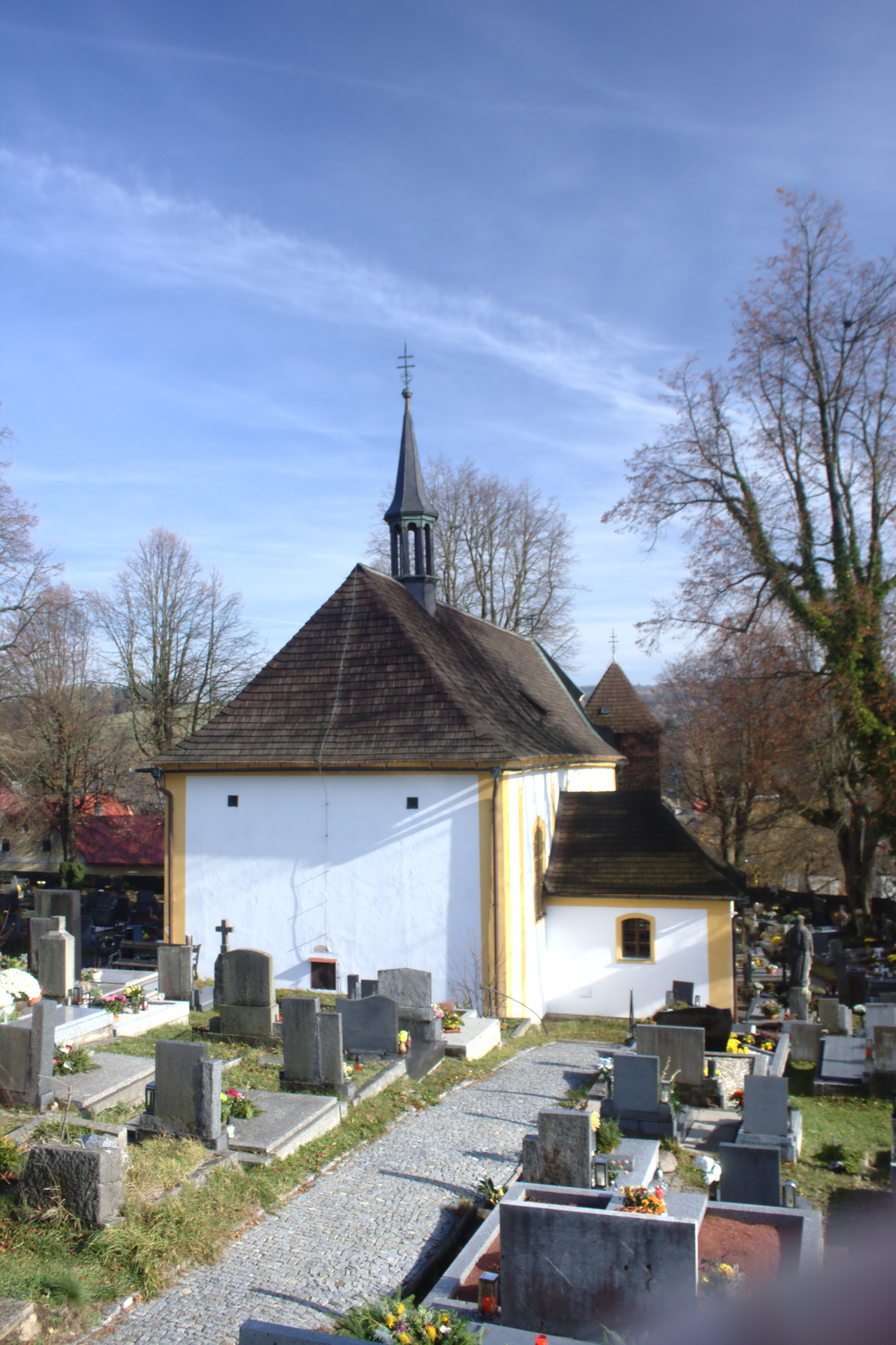
kostel svatého Jana Křtitele ve Svratce - pohled ze hřbitova
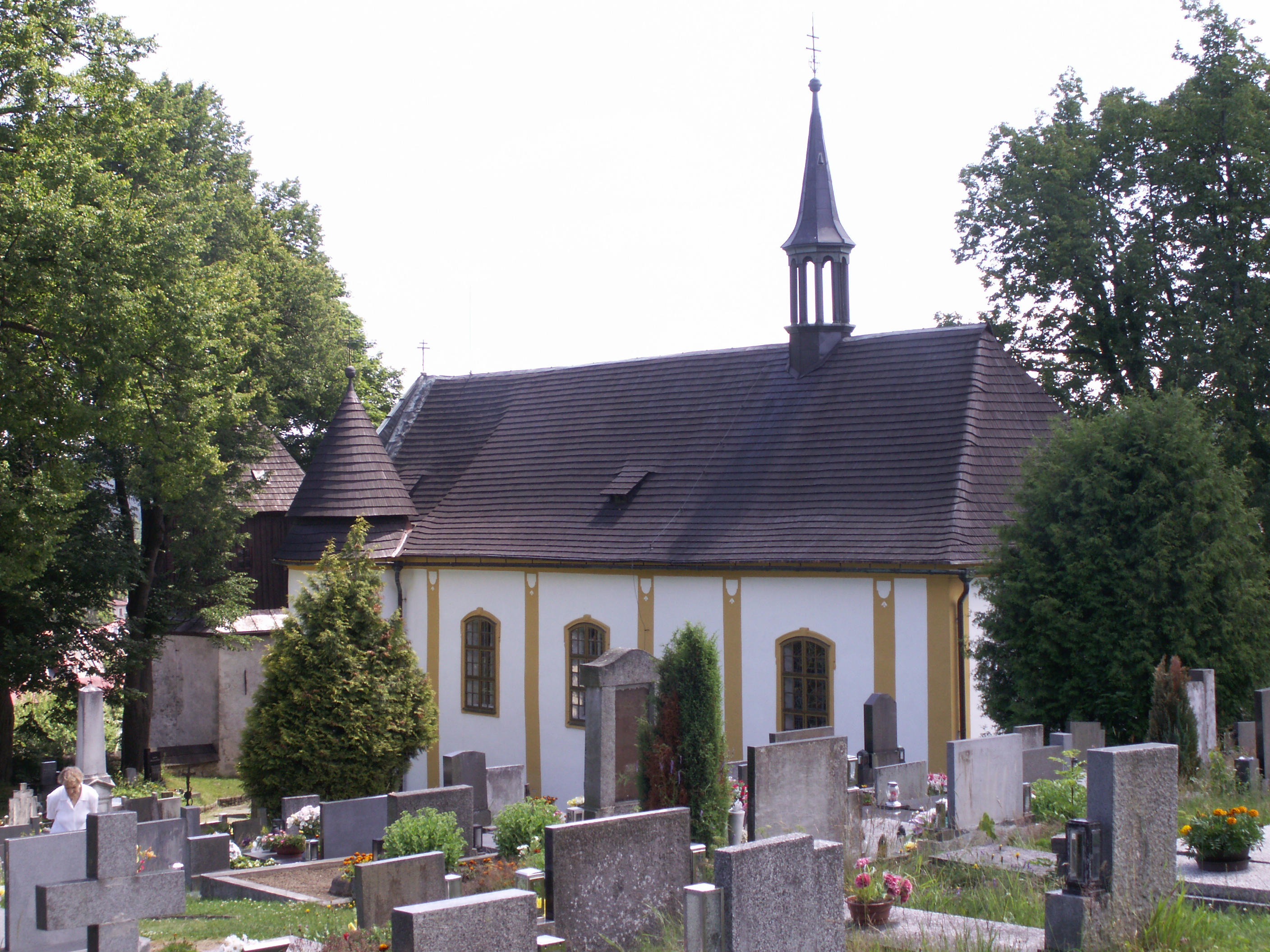
kostel svatého Jana Křtitele ve Svratce
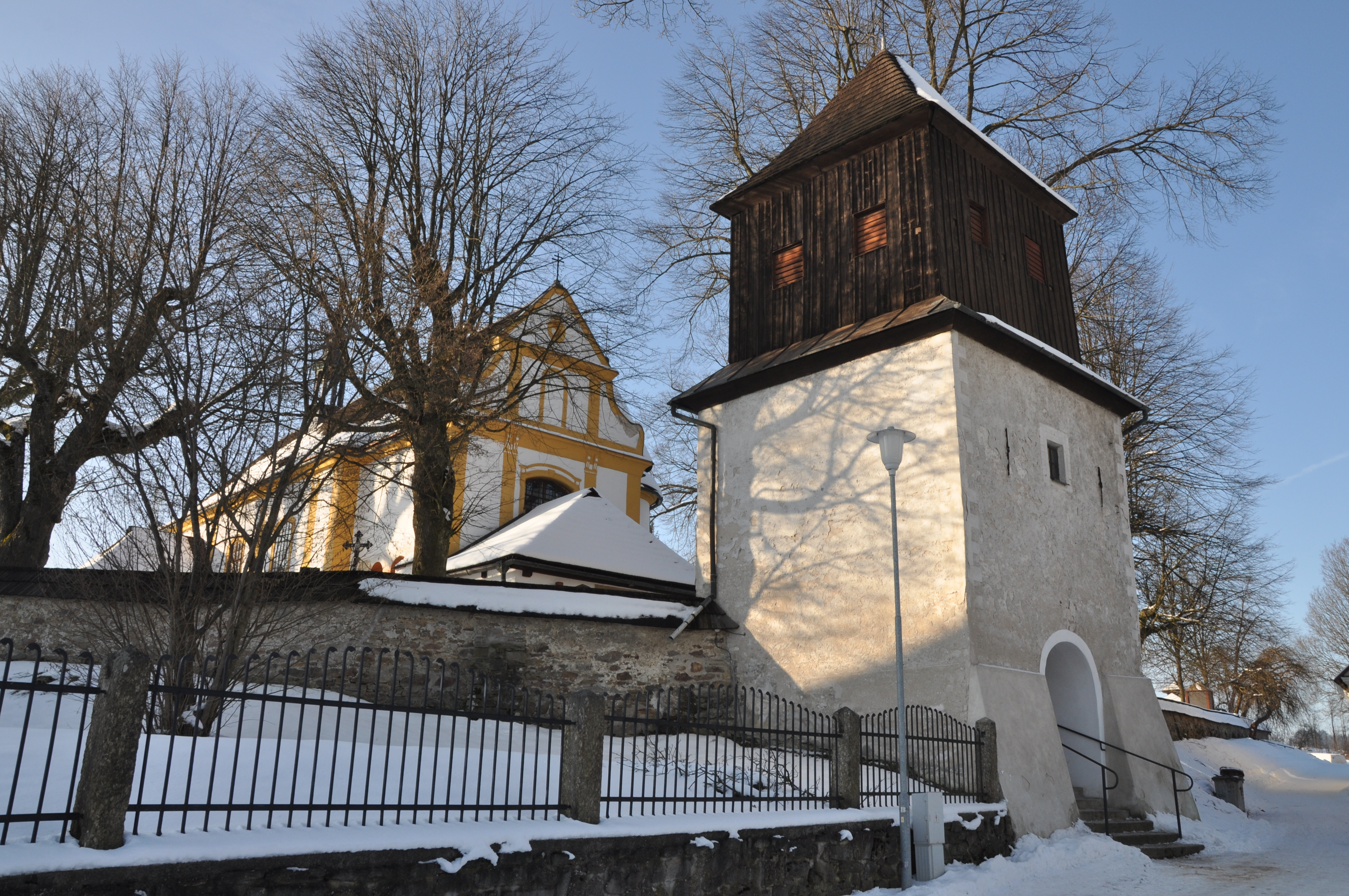
kostel svatého Jana Křtitele ve Svratce - zvonice